# Ключников, Фёдор Петрович
Фёдор Петро́вич Клю́чников (17 июля 1915, с. Лебяжье, Казанская губерния — 19 ноября 1980, зерносовхоз Ершовка, Ленинский район, Кустанайская область, Казахская ССР) — советский рабочий, хозяйственный и государственный деятель. Стахановец. Депутат Верховного Совета СССР 2-го созыва (1946—1950). Целинник.

## Биография
Родился 17 июля 1915 года в селе Лебяжье (ныне — Республика Татарстан). Получил начальное образование).
С 1936 года работал на судоремонтном заводе имени С. Бутякова (в посёлке Звенигово Марийской АССР) котельщиком, затем бригадиром, а в 1948—1952 годах — начальником транспортного отдела. В 1952—1959 годах работал заместителем директора ремесленного училища № 3. В 1961 году в качестве участника кампании по поднятию целинных и залежных земель переехал в Казахскую ССР).
Умер 19 ноября 1980 года в зерносовхозе Ершовка Ленинского района Кустанайской области Казахстана).

## Достижения, членства
В военные и первые послевоенные годы был стахановцем. За каждый из трёх военных годов его бригада вырабатывала почти по двойной годовой норме. За один из январских дней 1947 года выполнил десять дневных норм.
В 1946 году был принят в члены ВКП(б) Звениговским райкомом.
В 1946—1950 годах был депутатом Верховного Совета СССР 2-го созыва, будучи избран в Совет национальностей Верховного Совета СССР от Звениговского избирательного округа Марийской АССР на выборах, состоявшихся 10 февраля 1946 года.

## Награды
- 1946 — орден Трудового Красного Знамени)[1].
- Медаль «За освоение целинных земель»
- 1947 — почётная грамота Президиума Верховного Совета Марийской АССР)[1].